# Ventricina
La ventricina è un salume insaccato tipico del territorio al confine tra Abruzzo e Molise e di diversi comuni del Teramano, sebbene con profonde differenze. L'area a cavallo tra le due regioni comprende circa 30 comuni facenti parte delle ormai soppresse comunità montane Medio e Alto Vastese e di alcuni comuni molisani della valle del Trigno. Il nome deriva dal ventre del maiale - di cui anticamente veniva utilizzato lo stomaco per l'insaccatura - che conferiva allo stesso la sua tipica forma subovoidale. Fa parte dei Prodotti agroalimentari tradizionali abruzzesi e rientra nei Presidi Slow Food dell’Abruzzo.

## Caratteristiche
Nella sua versione artigianale più comune detta Ventricina del vastese risulta essere tra i più costosi salumi italiani: l'ingrediente principale è costituito da tagli nobili (magri) di carne suina per circa l'80%, e il restante da tagli grassi. La carne è rigorosamente tagliata a punta di coltello a formare cubetti irregolari di circa 3–4 cm (più piccoli invece i pezzetti della parte grassa).
Come riportato nel disciplinare di produzione della Ventricina del Vastese è un insaccato crudo di carne suina di taglia grande, fermentato non affumicato di lunga stagionatura, a grana grande e privo di additivi e conservanti ad eccezione del sale e delle spezie (peperone secco tritato dolce o piccante, fiori o semi di finocchio, pepe). Tale principio si applica in linea di massima solo alle produzioni artigianali, essendo il prodotto industriale quasi mai esente da nitrati, nitriti e altri additivi.
Si presta bene mangiato tal quale nei panini o nell'antipasto e negli happy hour.  Buono da utilizzarsi nel condire i primi, come nel ragù di ventricina, assieme ai formati di pasta tipici del territorio (spaghetti alla chitarra, cavatelli, fusilli, strozzapreti, ravioli di ventricina a Scerni, Sagnitelle a San Salvo, ecc.). In commercio è disponibile l'impasto fresco non stagionato, da cuocersi nel sugo o allo spiedo.
In Abruzzo e Molise vi è un tipo di ventricina, quella detta del Vastese, molto diversa da quella teramana, differenti non solo per forma e zona di produzione ma soprattutto per gli ingredienti, essendo la seconda molto più grassa.
La ventricina del Vastese è il salame italiano che ha vinto più campionati nazionali, concorso edito da Accademia delle 5T e patrocinato dal Ministero delle politiche agricole alimentari e forestali.
Regolata da oltre un decennio da un disciplinare di produzione la Ventricina del Vastese sta guadagnandosi un nome grazie anche alla creazione di un marchio e di un logo (che in futuro potrebbero garantirle una DOP) a tutela del consumatore sulla qualità del prodotto, delle materie prime utilizzate e dei processi produttivi. Lo certificazione ha senz'altro lo scopo di proteggere il prodotto stesso dalla inevitabile volgarizzazione che l'interessamento dell'industria e della produzione di larga scala comporterebbe.
Si raccomandano l'80% di tagli magri e il 20% tra pancetta e grasso di prosciutto. Sia le carni che la polvere di peperone dolce (varietà "corno di capra" o "paisanella") devono provenire dai territori esplicitamente autorizzati all'uso del marchio (corrispondenti grosso modo alle ex comunità montane del Medio e Alto Vastese) o da zone limitrofe. La stagionatura, da effettuarsi in ambienti a temperatura non superiore a 13 °C (non superiori a 6-7 °C nei primi 4-5 giorni) dura non meno di 100 giorni. Una spalmatura esterna di strutto oltre il 50º giorno aiuta la conservazione e previene il calo di peso.
Nel 2009 e nel 2016, 2017 la Ventricina del Vastese ha vinto il Campionato Italiano del Salame, organizzato dall’Accademia delle 5T (Territorio, Tradizione, Tipicità, Trasparenza, Tracciabilità).

## Ventricina della Valle del Trigno
La versione molisana relativa a quei comuni afferenti al fiume Trigno, dove viene tradizionalmente prodotta, erano parte o confinavano col Distretto di Vasto (nella provincia dell'Abruzzo Citra). La più rappresentativa tra quelle molisane è sicuramente la Ventricina di Montenero di Bisaccia, come testimoniano la menzione nell'elenco nazionale dei prodotti agroalimentari tradizionali a cura del Ministero delle politiche agricole alimentari e forestali.

## Ventricina teramana
La Ventricina teramana, generalmente spalmabile, al contrario di quella molisana e del vastese viene prodotta con una percentuale di grasso che oscilla tra il 60 e il 70% (macinando finemente frattaglie e ritagli di prosciutti) e alle spezie solite si suole aggiungere buccia d’arancia, aglio, pasta di peperoni e rosmarino. La stagionatura molto più breve ne consente il consumo già poche settimane dopo la preparazione. In luogo della vescica o budello si usano talvolta budelli sintetici e anche barattoli di vetro. Anche la ventricina teramana fa parte dei Prodotti agroalimentari tradizionali abruzzesi.